# Flygbildstolkning

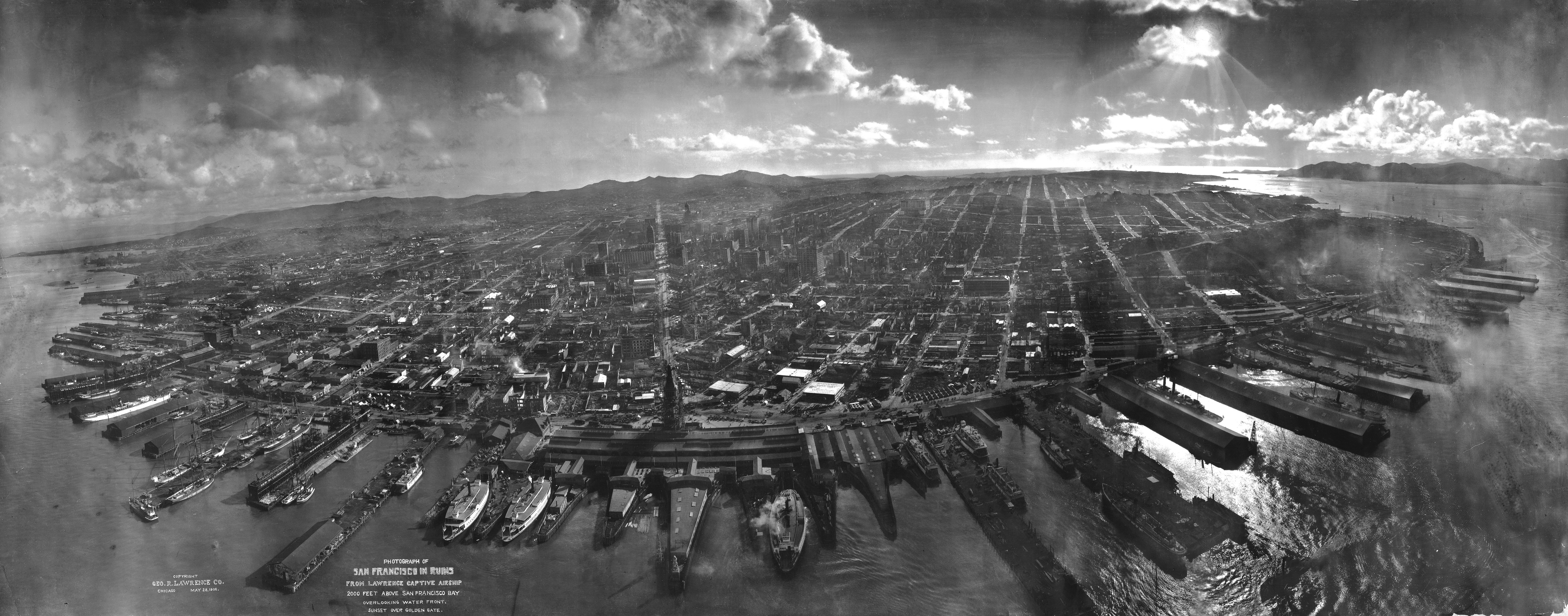
Bild över San Francisco från ballong 1906

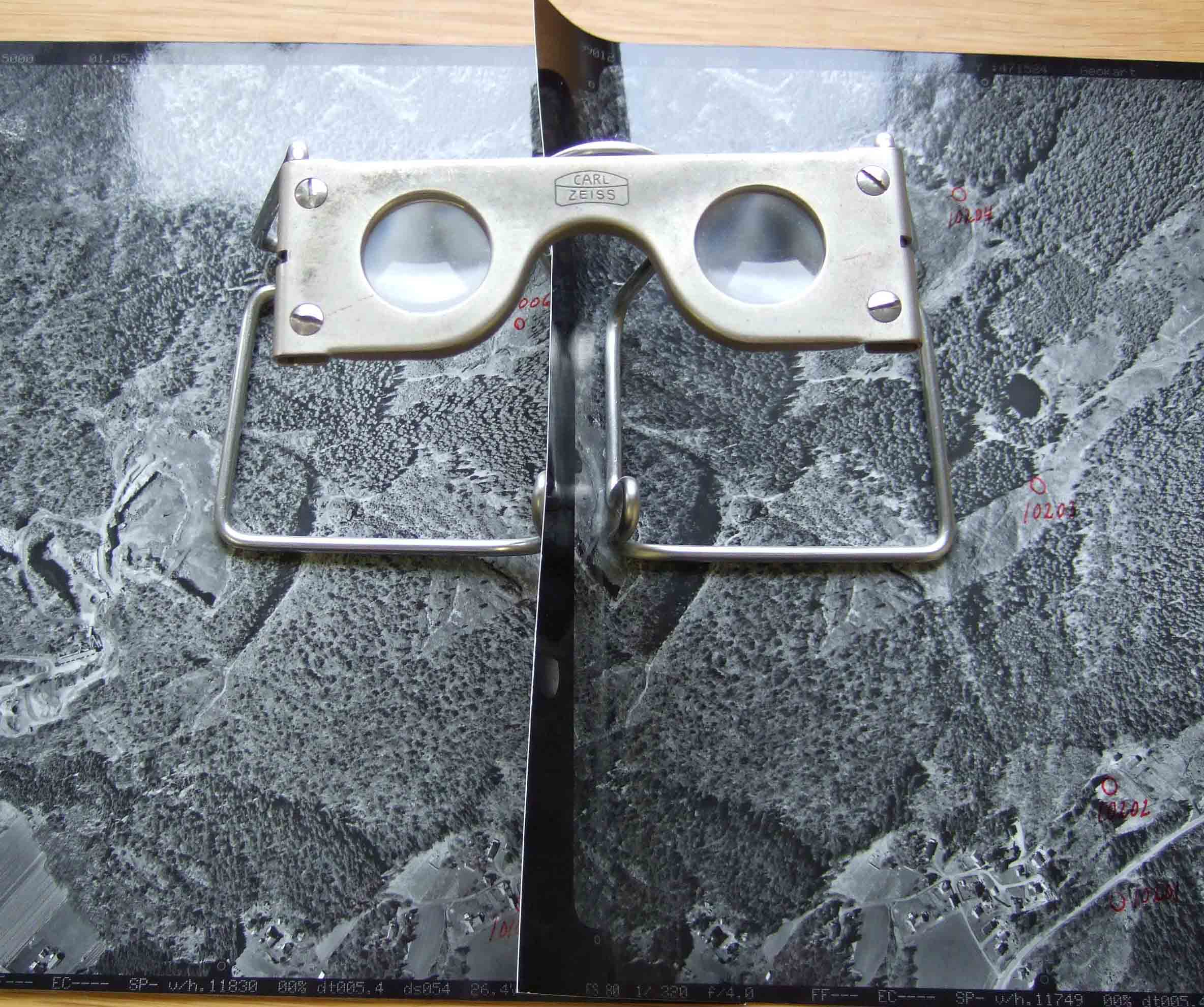
Vid flygbildstolkning används, som här, ofta ett bildpar och ett linsstereoskop.

Flygbildstolkning innebär att man tolkar innehållet i flygbilder, det vill säga att man analyserar berggrund, markförhållanden, vegetation, bebyggelse med mera. Flygbildstolkning är den äldsta varianten av fjärranalysmetoder i syfte att kartlägga företeelser på jordytan.

## Flygbildstolkning och fotogrammetri
Flygbildstolkning skiljer sig åt från fotogrammetri, som syftar till att mäta i flygbilder med korrekt skala, genom att man i vissa fall är ute efter resultatet i tolkningen och inte bryr sig om den geometriska noggrannheten. För att kunna mäta geometriskt korrekt brukar man idag räkna om bilden till ett ortofoto.

## Tidig användning
Redan vid 1900-talets början fotograferades jorden från luften med hjälp av ballonger eller drakar. Exempelvis fotograferades följderna av den stora jordbävningen i San Francisco 1906 med hjälp av seriekopplade drakar och ballonger. Under första världskriget blev flygplan en vanlig metod för fotografering och har så varit sedan dess.

## Tillvägagångssätt
Normalt använder man lodbilder, som är tagna med kameran riktad lodrätt nedåt, för tolkning men även oblika bilder eller snedbilder, tagna med kameran riktad snett nedåt, kan användas.
Tolkning av flygbilder innebär vanligen att man försöker hitta exempelvis superstrukturer, stora mönster, som inte syns från marken som kan indikera exempelvis skillnader i berggrund, geomorfologi, jordarter eller liknande. Även tolkning av vegetation kan ske från flygbilder, främst då med bildmaterial som tagits med annan känslighet än vanlig film. Det kan exempelvis vara IR-bilder, som är känsliga i det kortvågiga infraröda området av ljusets spektrum, där olika vegetationstyper skiljer sig åt mer än i det för människan normalt synliga området. 
Besläktat med flygbildstolkning är satellitbildstolkning där man i stället använder satellitbilder. Normalt tillgriper man datorbaserade analysmetoder för att hitta strukturer i bilderna. Man kan även använda relationer mellan satellitscener tagna med olika spektrala signaturer för tolkningen. Samma metoder kan även användas för flygbilder.
När man jämför samma geografiska område med bilder tagna vid olika tillfällen, antingen manuellt eller datorbaserat, kallar man detta multitemporal analys.